# Dobro (Livno, BiH)
Dobro je naseljeno mjesto u gradu Livnu, Federacija Bosne i Hercegovine, BiH.

## Zemljopis
Smješteno je u Dobranjskom polju.
Dobro se nalazi 4 do 5 kilometara od Livna. Specifično je po svoja tri asfalitirana ulaza u selo. Odnedavno imaju moderan vodovod koji crpi vodu s izvora rijeke Sturbe. Ima otprilike 250 domaćinstava. Iako su uvjeti života u Dobrom poboljšani, velik broj stanovnika, uglavnom mladih, odlučio se napustiti ognjišta. Većina iseljenih stanovnika je otišla ka većim gradovima u Hrvatskoj i Zapadnoj Europi, pa čak i prekooceanskim zemljama (Amerika i Australija). 

## Povijest
Selo Dobro se prvi put spominje 1400. godine u darovnici kralja Stjepana Ostoje Hrvoju Vukčiću Hrvatiniću.
U Dobrome je 6. rujna 1942. osnovana Prva dalmatinska proleterska udarna brigada NOVJ-a.

## Stanovništvo

### Popisi 1971. – 1991.
| Dobro              |              |              |              |
| godina popisa      | 1991.        | 1981.        | 1971.        |
| Hrvati             | 968 (98,87%) | 867 (98,63%) | 945 (99,47%) |
| Muslimani          | 7 (0,71%)    | 5 (0,56%)    | 1 (0,10%)    |
| Srbi               | 1 (0,10%)    | 0            | 2 (0,21%)    |
| Jugoslaveni        | 0            | 2 (0,22%)    | 0            |
| ostali i nepoznato | 3 (0,30%)    | 5 (0,56%)    | 2 (0,21%)    |
| ukupno             | 979          | 879          | 950          |

### Popis 2013.
| Dobro              |              |
| godina popisa      | 2013.        |
| Hrvati             | 705 (99,72%) |
| Srbi               | 0            |
| Bošnjaci           | 0            |
| ostali i nepoznato | 2 (0,28%)    |
| ukupno             | 707          |

## Šport
- NK Jedinstvo Zagoričani Potočani Dobro, bivši nogometni klub